# Fimbristylis stenostachya
Fimbristylis stenostachya är en halvgräsart som beskrevs av Stanley Thatcher Blake. Fimbristylis stenostachya ingår i släktet Fimbristylis och familjen halvgräs. Inga underarter finns listade i Catalogue of Life.